# Rececende (Puente Nuevo)
Rececende (llamada oficialmente San Xoán de Rececende) es una parroquia y una aldea española del municipio de Puente Nuevo, en la provincia de Lugo, Galicia.

## Otras denominaciones
La parroquia también es conocida por el nombre de San Juan de Rececende.

## Organización territorial
La parroquia está formada por cinco entidades de población:
- Cabana
- Currás
- Rececende
- Roxas (As Roxas)
- Vilar das Pedras (O Vilar das Pedras)

## Demografía

### Parroquia
| Gráfica de evolución demográfica de Rececende (parroquia) entre 2000 y 2020 |
|                                                                             |
| Datos según el nomenclátor publicado por el INE.                            |

### Aldea
| Gráfica de evolución demográfica de Rececende (aldea) entre 2000 y 2020 |
|                                                                         |
| Datos según el nomenclátor publicado por el INE.                        |